# Cohors VI Brittonum
Die Cohors VI Brittonum [pia fidelis] [equitata] (deutsch 6. Kohorte der Briten [loyal und treu] [teilberitten]) war eine römische Auxiliareinheit. Sie ist durch Militärdiplome und Inschriften belegt.

## Namensbestandteile
- Brittonum: der Briten. Die Soldaten der Kohorte wurden bei Aufstellung der Einheit aus den verschiedenen Stämmen der Briten auf dem Gebiet der römischen Provinz Britannia rekrutiert. Die in Britannien aufgestellten Hilfstruppeneinheiten haben drei unterschiedliche Bezeichnungen: Britannica, Britannorum und Brittonum. Die Gründe, warum unterschiedliche Bezeichnungen gewählt wurden, sind unklar.[1]

- pia fidelis: loyal und treu. Domitian (81–96) verlieh den ihm treu gebliebenen römischen Streitkräften in Germania inferior nach der Niederschlagung des Aufstands von Lucius Antonius Saturninus die Ehrenbezeichnung pia fidelis Domitiana.[2] Der Zusatz kommt in der Inschrift (AE 1972, 573) vor.

- equitata: teilberitten. Die Einheit war ein gemischter Verband aus Infanterie und Kavallerie. Der Zusatz kommt in der Inschrift (AE 1972, 573) vor.

Da es keine Hinweise auf den Namenszusatz milliaria (1000 Mann) gibt, war die Einheit eine Cohors (quingenaria) equitata. Die Sollstärke der Kohorte lag bei 600 Mann (480 Mann Infanterie und 120 Reiter), bestehend aus 6 Centurien Infanterie mit jeweils 80 Mann sowie 4 Turmae Kavallerie mit jeweils 30 Reitern.

## Geschichte
Der erste Nachweis der Einheit in der Provinz Germania inferior beruht auf einem Militärdiplom, das auf das Jahr 98 n. Chr. datiert ist. In dem Diplom wird die Kohorte als Teil der Truppen (siehe Römische Streitkräfte in Germania) aufgeführt, die in der Provinz stationiert waren. Weitere Diplome, die auf 127 und 152 datiert sind, belegen die Einheit in derselben Provinz.

## Standorte

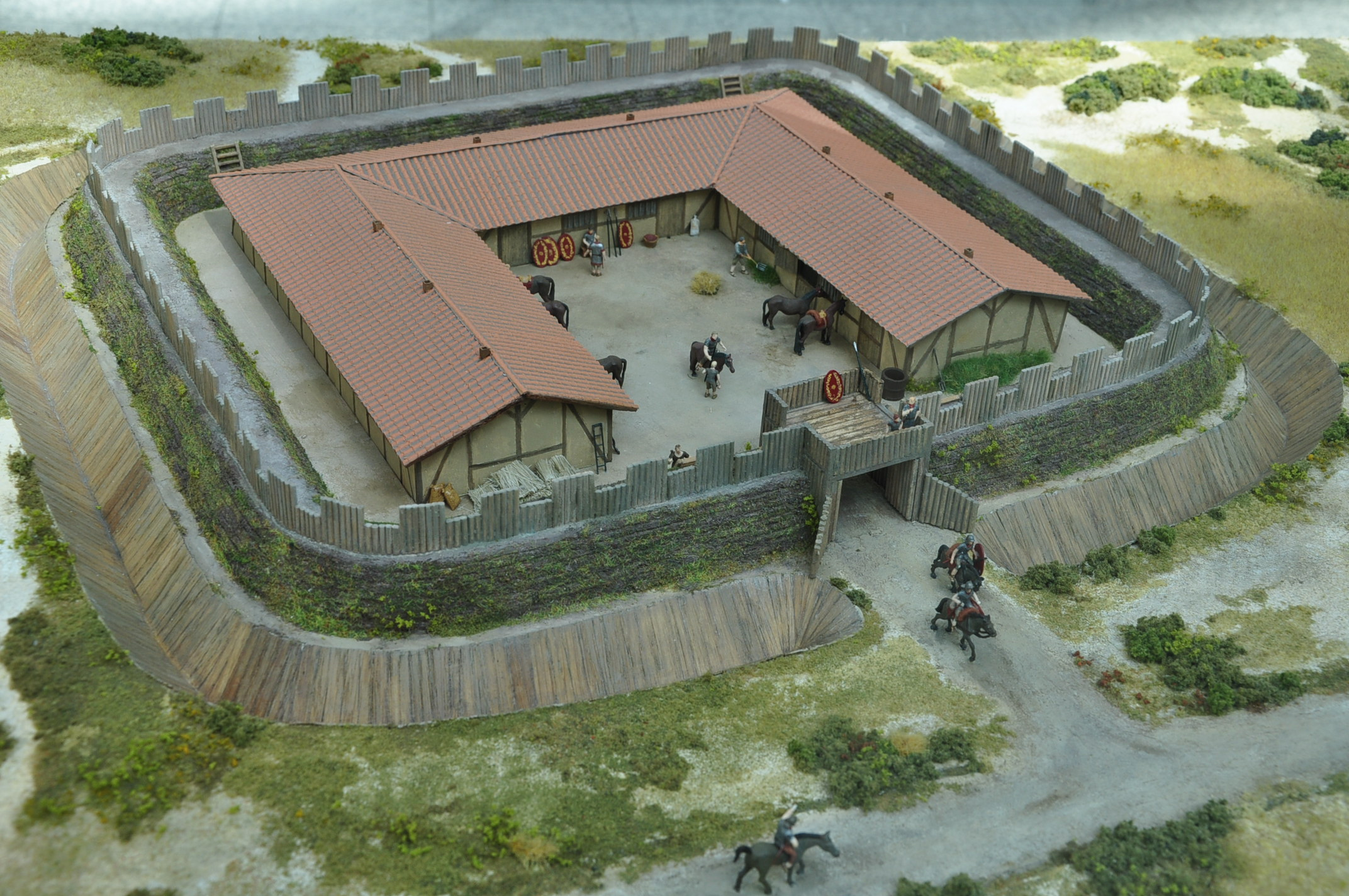
Ein Modell des Kleinkastells von Ockenburgh

Standorte der Kohorte in Germania Inferior waren möglicherweise:
- Ockenburgh: Die Scherbe mit den Namen von Cae(lianus) und Tinilus wurde in Ockenburgh gefunden. Im Kleinkastell von Ockenburgh kann aber, wenn überhaupt, nur eine Abteilung der Einheit stationiert gewesen sein.

- Naaldwijk: Der Hauptteil der Kohorte könnte sein Lager in der näheren Umgebung gehabt haben, z. B. in Naaldwijk. Es liegen jedoch keine epigraphischen oder archäologischen Hinweise dafür vor.

## Angehörige der Kohorte
Folgende Angehörige der Kohorte sind bekannt:

### Kommandeure
| - [D(ecimus) Ae]lius Menecratianus, ein Präfekt (CIL 8, 18126) - [] Κρεπεριος, ein επαρχος - Lucius Terentius Rufus, ein Präfekt | - M(arcus) Gavius Bassus, ein Präfekt (um 100) (AE 1972, 573) - Quintus Domitius Victor, ein Präfekt |

### Sonstige
| - Cae(lianus), ein Soldat | - Tinilus, ein Centurio |